# Calliostoma gemmulatum
Calliostoma gemmulatum is een slakkensoort uit de familie van de Calliostomatidae. De wetenschappelijke naam van de soort is voor het eerst geldig gepubliceerd in 1864 door Carpenter.